# Bootherium bombifrons
A Bootherium bombifrons az emlősök (Mammalia) osztályának párosujjú patások (Artiodactyla) rendjébe, ezen belül a tülkösszarvúak (Bovidae) családjába és a kecskeformák (Caprinae) alcsaládjába tartozó fosszilis faj.
Nemének az egyetlen faja. A Symbos cavifrons-nak nevezett fosszilis kecskeforma, további kutatások után azonosnak bizonyult a Bootherium bombifronsszal. Egyes rendszerezők a B. bombifronsot tartják az Euceratherium collinum szinonimájának; bár ezt az elméletet a legtöbben elvetik. A legközelebbi élő rokona a keleti pézsmatulok (Ovibos moschatus).

## Előfordulása
A Bootherium bombifrons kizárólag Észak-Amerika területén élt, a középső pleisztocén és a kora holocén korszakok között, azaz nagyjából 781 000-11 000 évvel ezelőtt. Maradványait Kanada, Alaszka, Washington, Oregon, Kalifornia, Utah, Texas, Missouri, Michigan, Oklahoma, Virginia, Észak-Karolina és New Jersey területein találták meg.

## Megjelenése
A mai rokonától eltérően, ez az őskecskeforma magasabb és karcsúbb testfelépítésű volt. Becslések szerint elérhette a 420 kilogrammos testtömeget. Egyéb eltéréseket a vastagabb koponya és a hosszabb pofa képezik. A nagy szarva kafferbivalyszerűen (Syncerus caffer) nőtt. A pézsmatuloknál a szarvak töve között rés van, a Bootherium bombifrons esetében ezek összeforrtak.

## Fordítás
- Ez a szócikk részben vagy egészben  a   Bootherium című angol Wikipédia-szócikk ezen változatának fordításán alapul.  Az eredeti cikk szerkesztőit annak laptörténete sorolja fel. Ez a jelzés csupán a megfogalmazás eredetét és a szerzői jogokat jelzi, nem szolgál a cikkben szereplő információk forrásmegjelöléseként.